# Ventura Pérez

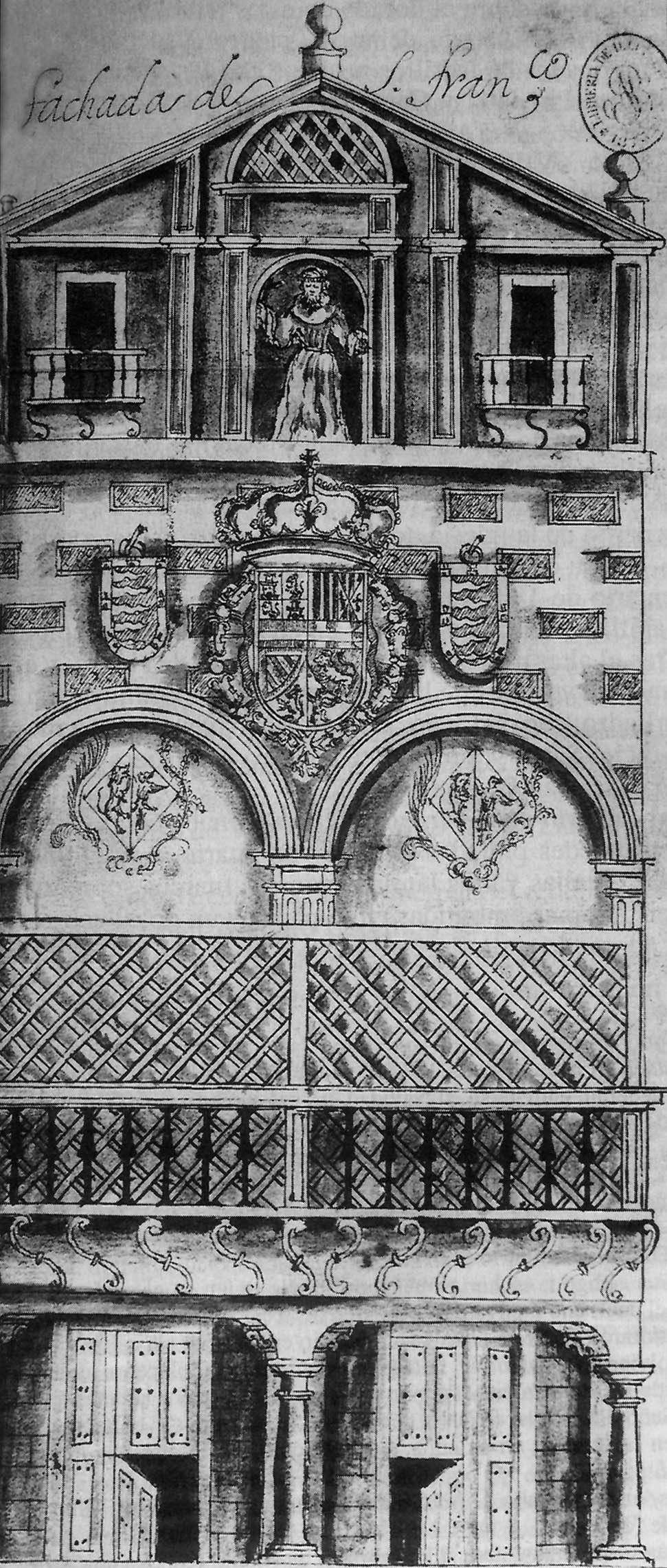
Dibujo de la portada del convento de san Francisco de Valladolid realizado por Ventura Pérez para ilustrar la Historia de Valladolid de Juan Antolínez de Burgos

Ventura Pérez es un personaje vallisoletano, nacido en 1704 y muerto en 1784, que escribió un Diario en el que se recogen los acontecimientos ocurridos en Valladolid durante el siglo XVIII y amplió la Historia de Valladolid que había escrito en el primer cuarto del siglo XVII Juan Antolínez de Burgos, enriqueciéndola además con dibujos de los edificios más destacados del Valladolid de aquella época. Estas dos fuentes históricas de primera línea son primordiales para entender el siglo XVIII vallisoletano y también el español.
Ventura Pérez nació en Valladolid en 1704. Según cuenta en su Diario, aprendió a leer, escribir y contar en una escuela de primeras letras para pobres, lo que le permitió superar la barrera del analfabetismo. En 1715 entró como monaguillo en la catedral de esta ciudad. Estudió órgano durante cinco años con Tomás Barcenilla, organista de la Catedral de Valladolid, terminando estos estudios hacia 1727. Fue organista durante el resto su vida de la iglesia del Salvador de Valladolid. Con poco más de 20 años, aprendió el oficio de ensamblador, participando en obras como la sillería de coro del Convento de San Francisco de Valladolid (hoy en el Museo Nacional de Escultura de esta misma ciudad). El ensamblador se casó en 1736, a los treinta y dos años. Fruto de este enlace fueron cinco hijos, de los que sólo uno sobrevivió a su padre. Ventura Pérez siempre vivió muy modestamente, con unos ingresos muy humildes y sus últimos años los pasó sin recursos y recogido en casa de su hijo, muriendo en 1784 y siendo enterrado en la iglesia del Salvador.
En el Diario de Valladolid que escribió durante toda su vida, quedan constatados los acontecimientos ocurridos en Valladolid en aquella época. Es muy interesante el punto de vista del autor, que no pertenece a las élites, sino a las clases populares y nos transmite fielmente el universo sacralizado, sin barreras entre lo sacro y lo profano, en el que vivían. Son protagonistas del Diario las fiestas religiosas, contadas con todo lujo de detalles y haciendo hincapié en las procesiones y toques de campanas. También aparecen en él lo que hoy se calificaría como sucesos (accidentes, asesinatos...) y cuestiones políticas y de abastecimiento. Por todo esto, es una fuente de primera mano sobre la vida en España en el siglo XVIII.
Su otra obra es la

«Historia de la mui noble y mui Leal Ciudad de Ball[adoli]d, Recojida de Varios autores en este año de 1759»

cuyos dos tomos manuscritos y aún inéditos, se encuentran en la Biblioteca Nacional de España. Tomando como base la Historia de Valladolid de Juan Antolínez de Burgos, escrita en las primeras décadas del siglo XVII, Ventura Pérez la amplió, desarrollándola hasta mediados del siglo XVIII. La aportación más interesante son los dibujos que se incluyen, que muestran las fachadas de los edificios más importantes del Valladolid de aquella época. Como muchos de estos edificios se han perdido, los dibujos son una fuente extraordinaria para conocer su morfología. Los dibujos son infantiles y algo torpes y en ocasiones las proporciones no están bien reflejadas, pero son expresivos.
El único hijo de Ventura Pérez que le sobrevivió fue Diego Pérez Martínez, pintor y académico, autor de varios interesantes dibujos del Parque del Campo Grande y Paseo de las Moreras fechados en 1788. Durante algún tiempo, fue alcalde de Valladolid.